# Китайське національне шосе 201
Китайське національне шосе 201 (G201) пролягає від Хеган, провінція Хейлунцзян, до Лушунькоу, провінція Ляонін. Він має довжину 1964 кілометри і проходить на південний схід від Хегана до кордону з Росією, а потім повертає на південний захід, проходячи через Муданьцзян, провінція Хейлунцзян і Даньдун, провінція Ляонін.

## Маршрут і відстань
| Маршрут і відстань |               |
| \| Місто \| Відстань (км) \| \| -------------------------- \| ------------- \| \| Хеган, Хейлунцзян \| 0 \| \| Район Сіньань, Хейлунцзян \| 10 \| \| Цзямусі, Хейлунцзян \| 66 \| \| Хуанань, Хейлунцзян \| 162 \| \| Цітайхе, Хейлунцзян \| 219 \| \| Цзісі, Хейлунцзян \| 305 \| \| Район Дідао, Хейлунцзян \| 323 \| \| Район Машань, Хейлунцзян \| 360 \| \| Лінькоу, Хейлунцзян \| 388 \| \| Муданьцзян, Хейлунцзян \| 507 \| \| Нін'ань, Хейлунцзян \| 542 \| \| Дуньхуа, Цзілінь \| 743 \| \| Фусон, Цзілінь \| 1019 \| \| Цзяньюань, Цзілінь \| 1148 \| \| Байшань, Цзілінь \| 1182 \| \| Тунхуа, Цзілінь \| 1244 \| \| Хуанрен, Ляонін \| 1342 \| \| Куандян, Ляонін \| 1473 \| \| Даньдун, Ляонін \| 1575 рік \| \| Дунган, Ляонін \| 1614 рік \| \| Чжуанхе, Ляонін \| 1745 рік \| \| Цзіньчжоу (Далянь), Ляонін \| 1883 рік \| \| Далянь, Ляонін \| 1919 рік \| \| Лушунькоу, Ляонін \| 1964 рік \| |               |
| Місто | Відстань (км) |
| Хеган, Хейлунцзян | 0             |
| Район Сіньань, Хейлунцзян | 10            |
| Цзямусі, Хейлунцзян | 66            |
| Хуанань, Хейлунцзян | 162           |
| Цітайхе, Хейлунцзян | 219           |
| Цзісі, Хейлунцзян | 305           |
| Район Дідао, Хейлунцзян | 323           |
| Район Машань, Хейлунцзян | 360           |
| Лінькоу, Хейлунцзян | 388           |
| Муданьцзян, Хейлунцзян | 507           |
| Нін'ань, Хейлунцзян | 542           |
| Дуньхуа, Цзілінь | 743           |
| Фусон, Цзілінь | 1019          |
| Цзяньюань, Цзілінь | 1148          |
| Байшань, Цзілінь | 1182          |
| Тунхуа, Цзілінь | 1244          |
| Хуанрен, Ляонін | 1342          |
| Куандян, Ляонін | 1473          |
| Даньдун, Ляонін | 1575 рік      |
| Дунган, Ляонін | 1614 рік      |
| Чжуанхе, Ляонін | 1745 рік      |
| Цзіньчжоу (Далянь), Ляонін | 1883 рік      |
| Далянь, Ляонін | 1919 рік      |
| Лушунькоу, Ляонін | 1964 рік      |